# Ахсау
Ахса́у (дигор. Æхсæуæ, ирон. Æхсæу) — село в Ирафском районе Республики Северная Осетия-Алания. Входит в состав Гуларского сельского поселения.

## География
Селение Ахсау расположено в Дигорском ущелье, на правом берегу реки Билягидон, немного выше основной дороги ведущей через Дигорское ущелье, на древней морене Билагского ледника. К западу от Ахсау начинается Билагидонское ущелье.
Согласно данным интернет-портала моделирования погоды Meteoblue, средняя температура января -4,5°C, средняя температура июля +16 °C, среднегодовая температура +5,9 °C. Из 8760 годовых часов, 3182 часа в Ахсау дует юго-западный ветер различной интенсивности.

## Этимология
В ранних письменных источниках на русском языке название селения записывалась по-разному – Ачсау, Агъсавс, Ахсав, Аксаут. Со второй половины XIX века, в письменных источниках в русском языке закрепляется современная форма Ахсау.

Филолог Анастасия Цагаева отнесла Ахсау к топонимам с неясной этимологией (древний топонимический пласт). Она также находит названия-тезки тюрко-монгольского происхождения, аналоги которых встречаются за пределами Осетии, выдвинув следующее предположение:
Æхсæуæ «Ахсау» — селение в Дигорском ущелье, Æхсауы дон «Ахсауа река» — река в Куртатинском ущелье и Аксаут — река; Схауат — селение в Карачаево-Черкесии. Не вызывает сомнение, что во всех четырех топонимах имеем один корень. К этому еще добавим, что в народе, когда речь заходит о с. Ахсау, то повторяют формулу Æхсæуæ Æхсауат адтæнцæ — «с. Ахсау (или жители) были местом Ахса». Этот же уат «место» находим в Карачаево-Черкеском топониме Схауат.

## История
Считается, что наименование «Ахсау» связано с черкесским названием реки Аксаут и с поселением Хасаут, которое располагается на этой реке. Предполагается, что наименование было образовано в XVI — начале XVII в. и дано землевладельцами Телакуровыми, которые построили здесь своё селение с комплексом оборонительных и хозяйственных построек.
Село основано в эпоху Средневековья. В селе ныне сохранились средневековые родовые башни со склепами. Некоторые строения были возведены до войны с войсками Тамерлана.
Согласно легенде, ещё до прихода «баделят», всей местностью в районе нынешнего села Ахсау владел некий человек по имени Берд. Он и являлся полным властелином всей Ахсауской местности и родоначальником рода Телакуровых, построивших здесь свою башню. Местные феодалы из рода Бадела платили за пользование покосными и пастбищными землями.
В 1909 году в селении была построена новая школа.
В XXI веке село стало известным благодаря розливу одноимённой ледниковой воды Билагского ледника (более 2400 метров над уровнем моря), находящегося на территории национального парка «Алания». В 2013 году было построены производственные помещения по розливу этой воды, которая неоднократно отмечалась на российских конкурсах и выставках.
Фамилии (осетинские роды)
Ахсау является родовым селением следующих осетинских родов:
Балоевы (Бæлотæ), Бердиевы (Бердиатæ), Бузоевы (Бузойтæ), Бæкъуæлтæ, Гагозтæ, Дадтеевы (Дадтетæ), Зураевы (Дзураевы, Зуратæ), Елджартæ, Макоевы (Махъотæ), Малиевы (Малитæ), Сакъитæ, Саракаевы (Сарахъатæ), Тегаевы (Тегатæ), Телакуровы (Телæхъуртæ), Хатъатæ, Хацхаровы (Хацхартæ), Цалиевы (Цалитæ).

## Население
| 2002 | 2010 | 2021 |
| ---- | ---- | ---- |
| 97   | ↗105 | ↗126 |

Населено осетинами-дигорцами.

## Достопримечательности
Объекты культурного наследия
Архитектурный комплекс (объект федерального значения). Состоит из:
1. Жилое здание-замок (галуан) Телакуровых, позднее средневековье. Находится в юго-западной части скального отрога. Сохранившаяся высота — 9 метров. Сложена из разномерных камней на известковой основе. Стены прорезаны четырьмя бойницами. Сильно разрушена.
2. Сторожевая башня Бузоевых, позднее средневековье. Высота около 11 метров. Находится примерно в 70 метрах от башни Телакуровых. Сложена из разномерных, грубо отёсанных камней. Связующий раствор сохранился плохо. Стены прорезаны бойницами и окнами различных размеров.
3. Сторожевая башня Саракаевых, позднее средневековье
4. Склеп полуподземный, средневековье

Другие объекты культурного наследия регионального значения:
1. Склеповый могильник (шесть полуподземных усыпальниц) — памятник археологии
2. Жилое здание (горский дом Сакиевых) — памятник архитектуры

Другие объекты
- Башня Тегаевых. Находится примерно в 75 метрах северо-восточней башни Телакуровых. Сохранившаяся высота — 9 метров. Сложена из разномерных камней на известковой основе. Стены прорезаны четырьмя бойницами.
- Жилая башня Телакуровых, пристроенная к юго-восточной стороне башни Телакуровых (из списка объектов культурного наследия федерального значения). Сохранилась только северо-восточная стена высотой около 9 метров